# Comuna Bohdanivka, Volociîsk
Bohdanivka (în ucraineană Богданівка) este o comună în raionul Volociîsk, regiunea Hmelnîțkîi, Ucraina, formată din satele Bohdanivka (reședința) și Cervonîi Ostriv.

## Demografie
Componența lingvistică a comunei Bohdanivka
     Ucraineană (98,56%)
     Rusă (1,44%)
Conform recensământului din 2001, majoritatea populației comunei Bohdanivka era vorbitoare de ucraineană (98,56%), existând în minoritate și vorbitori de rusă (1,44%).